# Horní Blatná
Horní Blatná är en stad i Tjeckien.   Den ligger i regionen Karlovy Vary, i den västra delen av landet, 120 km väster om huvudstaden Prag. Horní Blatná ligger 894 meter över havet och antalet invånare är 694.
Terrängen runt Horní Blatná är kuperad österut, men västerut är den platt.Runt Horní Blatná är det ganska tätbefolkat, med 58 invånare per kvadratkilometer. Närmaste större samhälle är Karlovy Vary, 18,9 km söder om Horní Blatná. I omgivningarna runt Horní Blatná växer i huvudsak blandskog.